# (6934) 1994 YN2
A (6934) 1994 YN2 a Naprendszer kisbolygóövében található aszteroida. Ueda Szeidzsi és Kaneda Hirosi fedezte fel 1994. december 25-én.